# Cuisine mauritanienne
Jusqu'ici la cuisine mauritanienne n'a guère cherché à se faire connaître à l'extérieur du pays, si l'on excepte quelques restaurants au Maroc, à Paris ou à Montréal.

## Les matières premières
La Mauritanie étant un peuple de nomades éleveurs, les chameaux et le bétail tiennent une place majeure dans l'alimentation, sous forme de viande ou de lait. Le poisson, présent en abondance sur les côtes, mais détesté par les nomades, a mis très longtemps à intégrer la cuisine mauritanienne, et ne l'a fait que sous l'influence de campagnes gouvernementales, et grâce à la diffusion de la cuisine sénégalaise.

## Les plats typiques

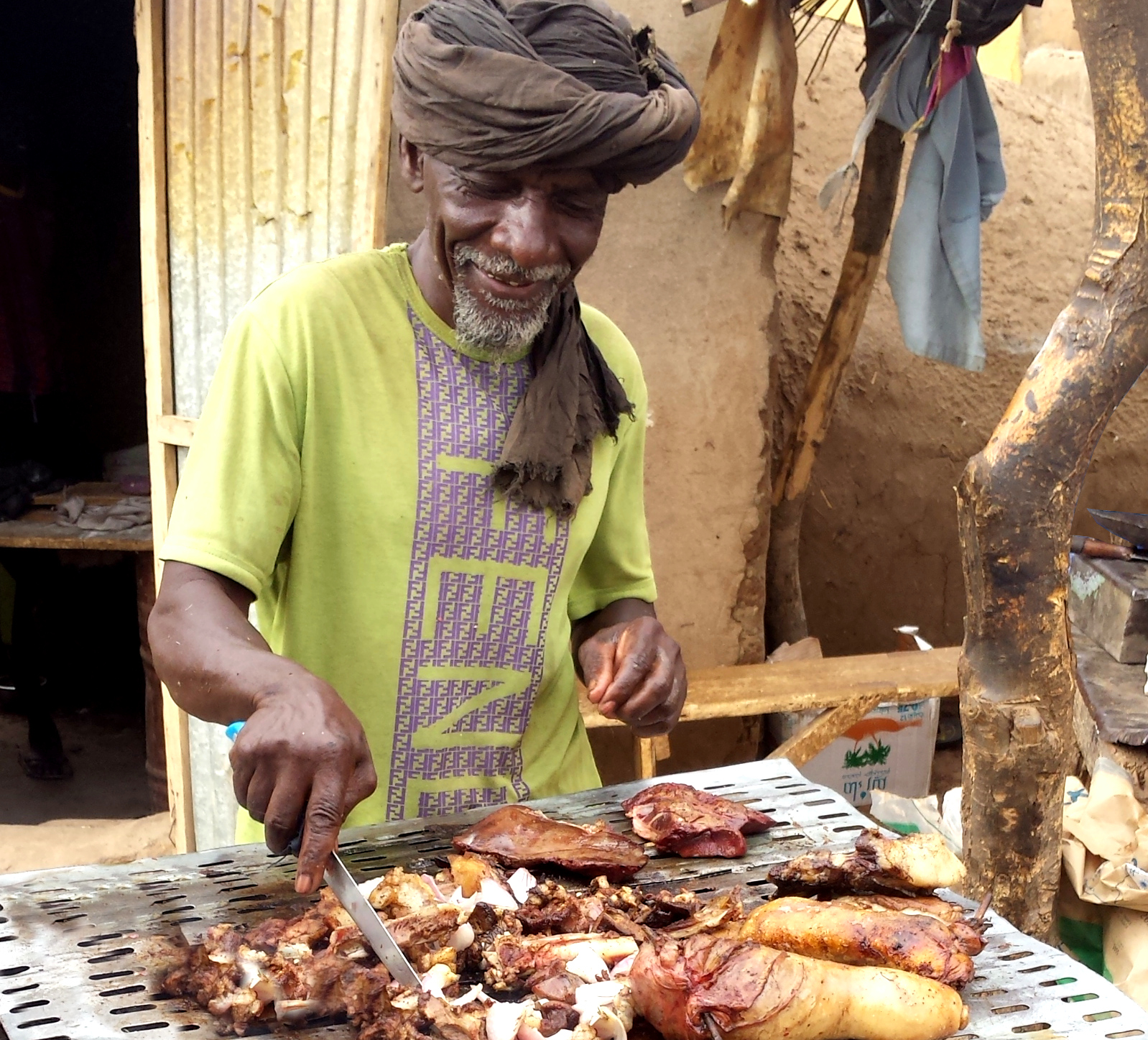
Viande de chèvre grillée.

Les dattes, récoltées à l'occasion de la fête de la Guetna, où elles sont consommées fraîches en abondance, sont ensuite stockées dans des outres où elles se transforment en pâte, ou sont servies sèches en entrée, et trempées dans de la crème ou du beurre. 
Les plats de viande de la cuisine maure sont servis sans trop d'apprêts, de type légumes, que les Maures traditionnellement n'appréciaient pas, et rarement de sauces.
Le tichtar est un plat de lamelles de viande séchées au soleil. Autrefois confectionné à partir de viande d'addax, il est désormais élaboré à partir de viande de chameau ou de bœuf. Le banafe est un ragoût à base de viande et de pomme de terre originaire de la Mauritanie, très apprécié par les Wolofs. Le fataye est un beignet farci au thon ou à la viande en forme de chausson, accompagné d'une sauce tomate, également apprécié au Sénégal. 
Le foie de chameau grillé est servi en en-cas avec de la graisse de bosse de chameau, découpée en cubes, qui est un mets très apprécié.
Les autres plats traditionnels maures, essentiellement composés de viande, comme le méchoui, ou de viande et de céréales, sont les couscous, à base de blé ou de mil, et les tajines.
Près de la côte, et de Nouakchott, le poisson jusqu'à il y a peu abhorré par les populations nomades commence à avoir du succès sous l'influence de la cuisine sénégalaise, et se retrouve sous forme de tiéboudienne (riz au poisson) ou de tiebousauce (riz en sauce de poisson). On trouve aussi plusieurs plats à partir de riz et de poulet, dont les plats traditionnels Ouest-africain tels que le yassa sénégalais ou le mafé malien.

## Les boissons
L'importation et la consommation d'alcool sont officiellement prohibées dans la République islamique de Mauritanie, mais tolérées. À Nouakchott – la capitale –, vins et bières sont disponibles dans de nombreux restaurants.

### Le lait et les fromages
En Mauritanie, les laits peuvent être de vache, de chèvre, de brebis, de dromadaire ou de chamelle. 
Le zrig, du lait de chamelle servi frais ou caillé et additionné d'eau et de sucre était initialement la boisson nationale. Très riche en vitamine C, il a été détrôné par le thé, mais est toujours consommé,. On peut également trouver du lait frais aromatisé aux dattes.
Le fromage Caravane est un fromage fabriqué avec du lait de chamelle.

### Les jus de fruits et boissons à base de végétaux

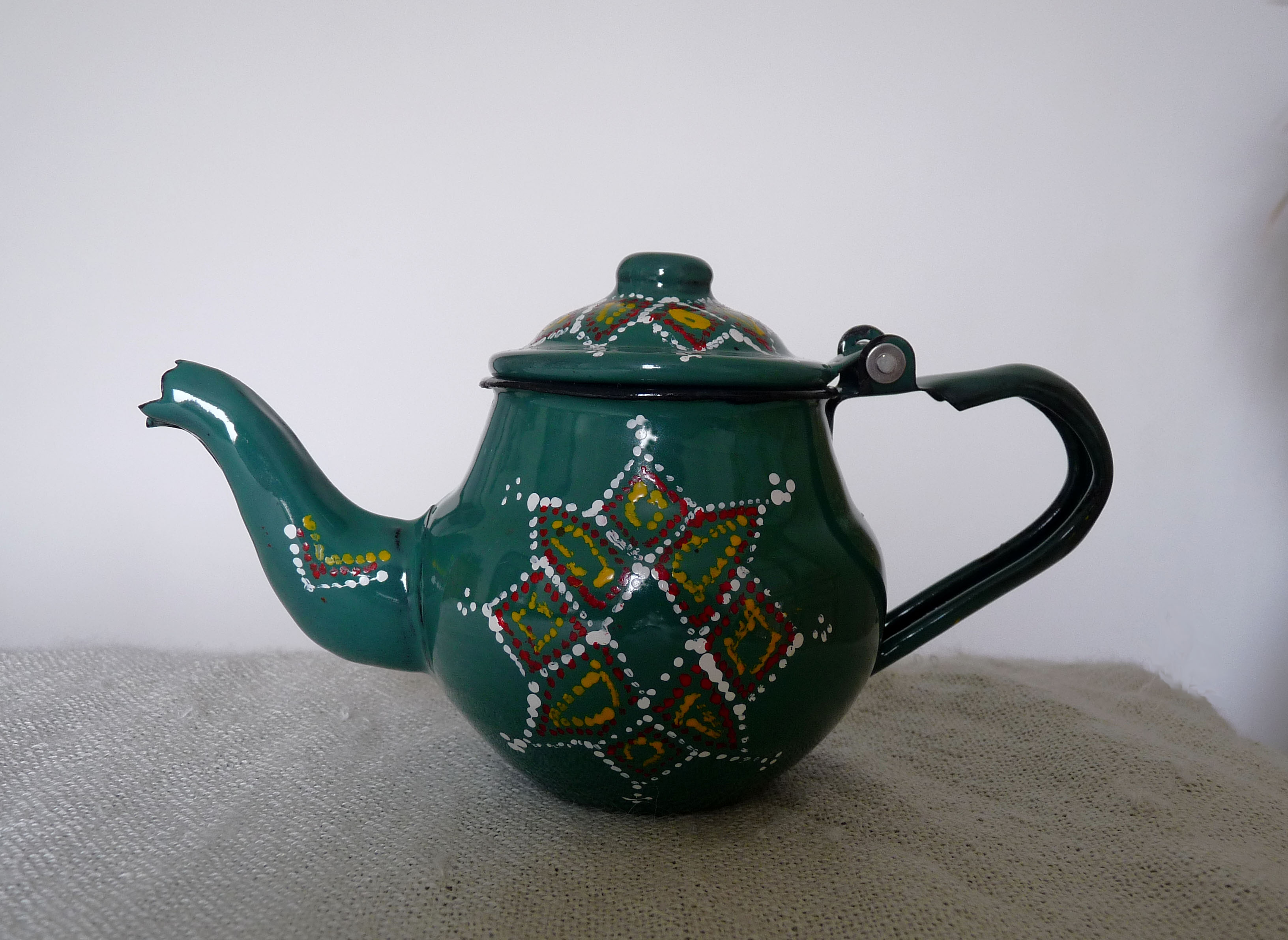
Théière de l'Adrar

Le jus de bouye ou pain de singe est une boisson préparée à partir de la pulpe du baobab. Le bissap, décoction de fleurs d'Hibiscus sabdariffa, est une boisson d'origine malienne et sénégalaise fréquemment rencontrée,.
Le jus de mangue est populaire.[réf. nécessaire]

### Le thé
Sa préparation, sous les tentes ou dans les bureaux, obéit à un véritable rituel. Il est servi en trois fois, la première tournée étant composée d'un thé très amer, et la seconde étant aromatisée avec des feuilles de menthe.